# D3.js
D3.js (також відомий як D3, скорочено від Data-Driven Documents(укр. Документи, керовані даними)) — це бібліотека JavaScript для створення динамічної та інтерактивної візуалізації даних у веббраузерах. Він використовує широко реалізовані стандарти масштабованої векторної графіки (абревіація SVG), HTML5 та Каскадних Таблиць Стилів (CSS). Він є нащадком фреймворку Protovis. На відміну від багатьох інших бібліотек, D3.js дозволяє чудово контролювати кінцевий візуальний результат. D3.js вперше набув популярності в 2011 році, хоч вже і версія 2.0.0 була випущена в серпні 2011 року, себто він отримав визнання не на ранніх стадіях.
D3.js використовується у сотнях тисяч вебсайтів. Його часто застосовують для створення інтерактивної графіки на вебсайтах новин. Також D3.js стає в пригоді при створенні інформаційних 'дошок', де дані стають легші для сприйняття та податливішими для досліджень.
За допомогою цієї бібліотеки також можливе створення інтерактивних карт із використанням даних GIS . Крім того, мобільність формату SVG через його векторну основу дозволяє створену у D3 графіку використовувати у широкометражному друці, на приклад для білбордів або ж журналів, на відміну від растрової.

## Контекст
Уже було багато спроб ввести концепт візуалізації даних у веб індустрію. Найбільш помітними прикладами були набори інструментів (методів) Prefuse, Flare та Protovis, які можна вважати прямими попередниками D3.js.
Prefuse — це інструментарій візуалізації, створений ще у 2005 році, який вимагав використання Java, бо саме за допомогою плагіна, написаного цією мовою, у браузері рендерилася графіка, створена цим інструментарієм.
Flare був аналогічним набором інструментів, тільки він був пристосованим до трендів веброзробки 2007 року (рік випуску Flare), тому використовував ActionScript, і для рендерингу потрібен був плагін Flash.
У 2009 році, спираючись на досвід розробки та використання програми Prefuse and Flare, Джефф Хір, Майк Босток та Вадим Огієвецький зі Стенфордського гуртка візуалізації однойменного університету створили Protovis [Архівовано 23 грудня 2019 у Wayback Machine.], бібліотеку JavaScript для створення графіки SVG з даних. Бібліотека була відома практикам візуалізації даних та науковцям.
У 2011 році розробку Protovis [Архівовано 23 грудня 2019 у Wayback Machine.] було зупинено, щоб зосередитися на новому проекті, а саме D3.js. Спираючись на досвід роботи з Protovis, Босток разом з Хіром та Огієвецьким, розробили D3.js, щоб створити фреймворк із більшим візуальним потенціалом, який в той же час орієнтується на вебстандарти та пропонує підвищену продуктивність.

## Технічні принципи
Вбудована у HTML вебсторінки, бібліотека JavaScript D3.js використовує заздалегідь вбудовані функції JavaScript для вибору елементів, створення SVG-об'єктів, стилізування їх або додавання до них різних переходів, динамічних ефектів чи підказок (при наведенні миші на елемент, на приклад) . Ці об'єкти також можна всіляко змінювати за допомогою CSS. Великі набори даних можна легко вмістити у SVG-об'єкти за допомогою простих функцій D3.js для створення красивих текстових чи графічних таблиць та діаграм. Дані можуть бути в різних форматах, найчастіше — JSON, розділені комами значення (CSV) або geoJSON (для розробки карт різноманітного призначення). При потребі, можна налаштувати функції цієї бібліотеки так, щоб вони читали й інші формати.

### Вибірки
Основний принцип дизайну D3.js полягає в тому, щоб програміст спочатку скористався селектором стилів CSS і вибрав певні елементи сторінки із Document Object Model (DOM), а потім використав оператори для того, щоб маніпулювти цими елементами, подібно як це робиться у jQuery . Наприклад, використовуючи D3.js, можна вибрати всі елементи HTML <p>...</p>, а потім змінити їх колір тексту, наприклад, на пурпуровий(lavender): 
```
 
d3
.
selectAll
(
"p"
)
         
// вибрати усі елементи <p>

  
.
style
(
"color"
,
 
"lavender"
)
   
// присвоїти "color" значення "lavender"

  
.
attr
(
"class"
,
 
"squares"
)
    
// надати атрибуту "class" значення "squares"

  
.
attr
(
"x"
,
 
50
);
         
// призначити атрибуту "x" (позиція по-горизонталі) значення 50px

```

 Вибір може ґрунтуватися на тегах (як у наведеному вище прикладі), класі, ідентифікаторі, атрибуті чи місці в ієрархії. Після вибору елементів можна проводити з ними різні операції. До цих операції входить отримання (зчитування) та налаштування (зміна, присвоєння) атрибутів. Таким чином можна відображати різноманітні тексти та присвоювати їм стилі (як у наведеному вище прикладі). Елементи також можна додавати та видаляти. Цей процес зміни, створення та видалення DOM елементів HTML буде виконаний залежно від даних, що ви внесете, що є базовою концепцією D3.js.

### Переходи
Оголошуючи перехід, значення атрибутів та стилів можна присвоїти із певною затримкою, таким собі плавним переходом. Код, що ви бачите унизу змусить елемент параграфу HTML <p>...</p> на сторінці поступово змінювати колір тексту на рожевий протягом певного часу: 
```
 
d3
.
selectAll
(
"p"
)
       
// вибрати усі елементи <p>

  
.
transition
(
"trans_1"
)
   
// transition(перехід) з назвою "trans_1"

   
.
delay
(
0
)
         
// перехід починається за 0ms після тригера(активації)

   
.
duration
(
500
)
      
// перехід триває 500ms

   
.
ease
(
d3
.
easeLinear
)
      
// характер переходу типу 'ease' є лінійним...

  
.
style
(
"color"
,
 
"pink"
);
  
// ... до присвоєння атрибуту "color" значення "pink"

```

### Обв'язування даних
Для більш «просунутого» використання, введені дані можуть керувати створенням елементів. D3.js завантажує заданий набір даних, після чого для кожного його елемента створює SVG-об'єкт із сталими властивостями (форма, кольори, значення) та поведінкою (переходи, події). 
```
// Data

 
var
 
countriesData
 
=
 
[

   
{
 
name
:
"Ireland"
,
 
income
:
53000
,
 
life
:
 
78
,
 
pop
:
6378
,
 
color
:
 
"black"
},

   
{
 
name
:
"Norway"
,
  
income
:
73000
,
 
life
:
 
87
,
 
pop
:
5084
,
 
color
:
 
"blue"
 
},

   
{
 
name
:
"Tanzania"
,
 
income
:
27000
,
 
life
:
 
50
,
 
pop
:
3407
,
 
color
:
 
"grey"
 
}

 
];

// Створити SVG-контейнер

 
var
 
svg
 
=
 
d3
.
select
(
"#hook"
).
append
(
"svg"
)

    
.
attr
(
"width"
,
 
120
)

    
.
attr
(
"height"
,
 
120
)

    
.
style
(
"background-color"
,
 
"#D0D0D0"
);

// Створити SVG-елементи із даних

  
svg
.
selectAll
(
"circle"
)
         
// створити віртуальний макет кола

   
.
data
(
countriesData
)
          
// прив'язати дані

  
.
enter
()
                 
// для кожного рядка в масиві даних...

   
.
append
(
"circle"
)
           
// Поєднати об'єкт коло з рядком даних таким чином:... 

    
.
attr
(
"id"
,
 
function
(
d
)
 
{
 
return
 
d
.
name
 
})
      
// визначити id об'єкта circle згідно з ім'ям країни

    
.
attr
(
"cx"
,
 
function
(
d
)
 
{
 
return
 
d
.
income
 
/
 
1000
 
})
 
// визначити позицію circle по горизонталі згідно з показником income(дохід) 

    
.
attr
(
"cy"
,
 
function
(
d
)
 
{
 
return
 
d
.
life
 
})
      
// визначити позицію circle по вертикалі згідно з показником life(середній вік)

    
.
attr
(
"r"
,
 
function
(
d
)
 
{
 
return
 
d
.
pop
 
/
 
1000
 
*
2
 
})
  
// визначити радіус об'єкта circle згідно з показником pop(популяція країни) 

    
.
attr
(
"fill"
,
 
function
(
d
)
 
{
 
return
 
d
.
color
 
});
    
// визначити колір заливки об'єкта circle згідно з показником color, заданим в масиві countriesData

```

 Також варто зазначити, що SVG графіка була згенерована цим кодом відповідно до заданих даних.

### Додавання вузлів за допомогою даних
Після того, як набір даних пов'язаний з документом, використання D3.js зазвичай слідує шаблону, в якому явна функція .enter(), неявне «оновлення» та явна .exit() функція «виходу» викликається для кожного елемента в пов'язаному наборі даних. Будь-які методи, ланцюгові функції після команди .enter() будуть викликані для кожного елемента в наборі даних, який ще не представлений вузлом DOM у вибірці (попередній selectAll()). Аналогічно, неявна функція оновлення викликається на всіх існуючих виділених вузлах, для яких у наборі даних є відповідний елемент, а .exit() викликається на всіх існуючих вибраних вузлах, у яких немає даних у наборі даних для їх прив'язки. Документація D3.js містить кілька прикладів того, як це працює.

## Структура API
API-шка D3.js містить кілька сотень функцій, і їх можна згрупувати в такі логічні одиниці:
- Вибірки
- Переходи
- Масиви
- Математика
- Колір
- Масштабування
- SVG
- Час
- Макети
- Географія
- Геометрія
- Поведінки

### Математика
- Генерація псевдовипадкових чисел з нормальним, логонормальним розподілами, розподілом Бейтса та Ірвіна-Холла .
- 2D-Перетворення: паралельне перенесення, обертання, нахил та масштабування.

### Масиви
Операції з масивами у D3.js побудовані для доповнення існуючого функціоналу роботи з масивами в JavaScript (мутаторні методи [Архівовано 29 грудня 2019 у Wayback Machine.]: сортування, зворотнє упорядкування [Архівовано 31 грудня 2019 у Wayback Machine.], «сплайс» [Архівовано 4 січня 2020 у Wayback Machine.], додавання [Архівовано 29 грудня 2019 у Wayback Machine.] та видалення елементів [Архівовано 29 грудня 2019 у Wayback Machine.]; методи доступання [Архівовано 4 січня 2020 у Wayback Machine.]: concat [Архівовано 30 грудня 2019 у Wayback Machine.], join [Архівовано 28 грудня 2019 у Wayback Machine.], slice [Архівовано 4 січня 2020 у Wayback Machine.], indexOf [Архівовано 24 грудня 2019 у Wayback Machine.] та lastIndexOf [Архівовано 4 січня 2020 у Wayback Machine.]; методи ітерації [Архівовано 4 січня 2020 у Wayback Machine.]: filter [Архівовано 4 січня 2020 у Wayback Machine.], every [Архівовано 25 грудня 2019 у Wayback Machine.], forEach [Архівовано 29 грудня 2019 у Wayback Machine.], map [Архівовано 28 грудня 2019 у Wayback Machine.], some [Архівовано 28 грудня 2019 у Wayback Machine.], reduce [Архівовано 2 січня 2020 у Wayback Machine.], reduceRight [Архівовано 4 січня 2020 у Wayback Machine.]). D3.js розширює цей функціонал за допомогою цих методів:
- Функції для знаходження мінімуму, максимуму, міри, суми, середнього значення, медіани та квантиля масиву.
- Функції для впорядкування, переміщення, перестановки, об'єднання та розбиття масивів.
- Функції для вкладених масивів.
- Функції для маніпуляцій з асоціативними масивами.
- Підтримка підтримка масивів об'єктів map і set.

### Геометрія
- Обчислення опуклої оболонки безлічі точок.
- Обчислення діаграми Вороного набору точок.
- Підтримка структури даних дерева квадрантів .
- Підтримка основних операцій на полігонах.

### Колір
- Підтримка RGB, HSL, HCL та представлення кольорів за допомогою L * a * b *.
- Висвітлення, затемнення та інтерполяція кольорів.

## Подальше читання
Загальне ознайомлення з D3.js
- Bostock, Michael; Ogievetsky, Vadim; Heer, Jeffrey (October 2011), D3: Data-Driven Documents, IEEE Transactions on Visualization and Computer Graphics, IEEE Press, 17 (12): 2301—2309, doi:10.1109/TVCG.2011.185, PMID 22034350, архів оригіналу за 5 вересня 2018, процитовано 29 грудня 2019

Використання D3.js — початковий рівень
- Murray, Scott (March 2013), Interactive Data Visualization for the Web, An Introduction to Designing with D3 (вид. 1st), Sebastopol, California: O’Reilly Media, ISBN 978-1-4493-3973-9, архів оригіналу за 15 вересня 2018, процитовано 29 грудня 2019
- Timms, Simon (September 2013), Social Data Visualization with HTML5 and JavaScript (вид. 1st), Birmingham: Packt Publishing, ISBN 978-1-7821-6654-2, архів оригіналу за 2 серпня 2014, процитовано 29 грудня 2019

Використання D3.js — середній рівень
- Dewar, Mike (June 2012), Steele, Julie; Blanchette, Meghan (ред.), Getting Started with D3, Creating Data-Driven Documents (вид. 1st), Sebastopol, California: O’Reilly Media, ISBN 978-1-4493-2879-5
- Qi Zhu, Nick (October 2013), Data Visualization with D3.js Cookbook (вид. 1st), Birmingham: Packt Publishing, ISBN 978-1-7821-6216-2, архів оригіналу за 24 липня 2014, процитовано 29 грудня 2019

Інші
- Newton, Thomas; Villarreal, Oscar (2014), Learning D3.js Mapping, Birmingham: Packt Publishing, с. 126, ISBN 9781783985609, архів оригіналу за 13 вересня 2018, процитовано 29 грудня 2019
- Navarro Castillo, Pablo (2014), Mastering D3.js, Birmingham: Packt Publishing, с. 352, ISBN 9781783286270, архів оригіналу за 13 вересня 2018, процитовано 29 грудня 2019
- Teller, Swizec (2013), Data Visualization with d3.js, Birmingham: Packt Publishing, с. 194, ISBN 9781782160007, архів оригіналу за 13 вересня 2018, процитовано 29 грудня 2019
- Viau, Christophe (2013), Developing a D3.js Edge: Constructing Reusable D3 Components and Charts, Bleeding Edge Press, с. 268, ISBN 9781939902023, архів оригіналу за 3 вересня 2014, процитовано 29 грудня 2019
- Meeks, Elijah (2014), D3.js in Action, Manning Publications, с. 325, ISBN 9781617292118, архів оригіналу за 24 вересня 2019, процитовано 29 грудня 2019
- Maclean, Malcolm (2014), D3 Tips and Tricks, Leanpub, с. 580, архів оригіналу за 13 вересня 2018, процитовано 29 грудня 2019
- King, Ritchie (2014), Visual Storytelling with D3: An Introduction to Data Visualization in JavaScript, Addison-Wesley Data & Analytics Series, с. 288, архів оригіналу за 13 вересня 2018, процитовано 29 грудня 2019

Відео
- Gopal, Nikhil (October 2014), D3 and CoffeeScript: A Python Programmer's Introduction to Web Visualizations, Sebastopol, California: O’Reilly Media, архів оригіналу за 13 вересня 2018, процитовано 29 грудня 2019
- King, Ritchie (December 2014), D3 Visualization LiveLessons: An Introduction to Data Visualization in JavaScript, Addison-Wesley Professional, архів оригіналу за 13 вересня 2018, процитовано 29 грудня 2019